# 文明鋼筆
文明鋼筆股份有限公司（英語：WEN MING FOUNTAIN PEN MFG. CO., LTD.），簡稱SKB文明鋼筆，成立於1950年。是臺灣的一家生產各種書寫與繪畫用品的文具公司。
其品牌稱為S.K.B.，是Smooth（流暢）、Knowing（知性）、Beauty（美感）的縮寫。是台灣第一個自製販售的鋼筆品牌。

## 簡史
1951年第二次世界大戰結束後，日軍及日本人撤離臺灣，原本在駕訓班工作的盧榮火接手由日本人荒川五郎所經營的綠屋文具店（當時位於大圓環、大港埔，現今南華路郵政總局附近。另有文獻顯示應是位於高雄銀座內的みとりや書店）。，後改名為文明書局。之後成立「文明行」，開始進口國外的鋼筆零組件，早期模仿百樂（PILOT）、美國偉佛（Wearever）等品牌鋼筆。1955年，從原本的文具進口貿易，成立「S.K.B.」品牌，正式立名為「文明鋼筆股份有限公司」。
- 1950年由文明書局起家，以銷售毛筆文具紙張為主，之後從事進口文具貿易因而成立「文明行貿易公司」，開始了鋼筆的組裝銷售。
- 1955年正式成立「文明鋼筆股份有限公司」。
- 1959年第一支以SKB為品牌自行生產的830型鋼筆推出上市。1960年代初期更陸績推出多款的22型系列鋼筆，與俾斯麥 鐵力士並列台灣鋼筆三大品牌。當時學子畢業時的校長獎、市長獎也常以SKB鋼筆為禮贈。能擁有一支好寫好用的SKB鋼筆，是非常引以為傲的。
- 1972年 開始研發發香味原子筆產品。推出木頭筆桿原子筆，後銷售101型原子筆，為台灣第一支電視廣告的原子筆。
- 1973年自行研發推出秘書型202香水藍桿造型的原子筆(百花香、蘭花香)，後續推出透明桿版本，堪稱為台灣文具史上型號歷史最久的原子筆。
- 1976年開始了彩色筆的研發製造，而SKB彩色筆是第一個在台灣的電視廣播上打廣告的彩色筆。
- 1990年代台灣的文具市場深受新潮流行的日系文化影響，SKB開發多種辦公文具用品，陸續地推出美工筆、螢光筆、白板筆、中性筆、繪畫用品等等。
- 2012年重啟鋼筆生產線，開發多款鋼筆、鋼珠筆，試著找回文明鋼筆的初心，以創新來提升品牌形象與產品線利潤。
- 2013年開始以文創創新產品線，並進行跨界合作，與誠品書店(駁二店)合作限量SB202秘書原子筆產品。
- 2014年以RS-301復袖珍精品筆與電影KANO合作電影周邊產品，並受媒體報導登上La Vie雜誌。同年與八大電視電視劇「終極惡女」合作電視劇周邊商品。同年開始進行客製化商品的接單與生產。
- 2015年以RS-309鋼筆與「民歌四十」演唱會合作開發周邊紀念產品。
- 2016年開始持續與高雄市政府春天藝術節合作。同年與高雄電影圖書館合作拍攝，協請紀錄片導演許慧如拍攝紀錄影片「記憶書寫」。並蒐藏於高雄電影圖書館為館藏影片。
- 2017年參展KDF高雄設計節。同年開幕SKB高雄鹽埕旗艦門市，提供文化解說、商品試用與販售合作的記憶書寫博物館。
- 2018年開始參展台灣文博會。國旗紀念筆商品被選為市長韓國瑜簽寫第一份公文用筆。
- 2019開發台灣第一支海廢寶特瓶回收鋼筆ES-680，隨後開發台灣第一支用辦公室廢棄物打造而成的ES-380黑琵永續再生鋼筆(Recycled plastic Black- faced Spoonbill fountain pen)，寄望以書寫喚起大眾對生態和環境議題的重視。
- 2020年ES-380黑琵永續再生鋼筆(Recycled plastic Black- faced Spoonbill fountain pen)榮獲設計金點設計獎。
- 2021年SKB榮獲台灣循環經濟績優企業一星級評等。
- 2022年參展台灣設計節。同年「ES-380黑琵永續鋼筆」取得台灣第一個通過碳足跡標籤的鋼筆。並同中山大學參與鹽夏不夜埕計畫，活化老舊社區。

## 產品種類
- 圓珠筆（原子筆）
- 中性筆
- 鋼珠筆
- 鉛筆、自動鉛筆與自動鉛筆芯
- 簽字筆
- 白板筆
- 螢光筆
- 油性筆
- 彩色筆
- 美工筆
- 水彩筆
- 蠟筆
- 修正液
- 修正帶
- 橡皮擦
- 印泥與打印台
- 訂書機、訂書針與除針器
- 尺
- 膠帶、膠水
- 資料本
- 水彩顏料
- 鋼筆
- 文創文具
- 環保文具

## 外部連結
- 文明鋼筆（官網） （页面存档备份，存于）
- 文明鋼筆的Facebook專頁
- S.K.B.，燦爛的一頁！——文明鋼筆股份有限公司 （页面存档备份，存于）
- SKB文明鋼筆：重啟鋼筆生產線，再掀老派書寫魅力 （页面存档备份，存于） VERSE雜誌
- 【有意思的店】高雄‧SKB文明鋼筆 文具老品牌創造新價值 （页面存档备份，存于）
- 綠色小巨人 SKB文明鋼筆 詮釋綠色價值 （页面存档备份，存于） 工商時報 2018.12.13
- 文具控必訪！ SKB旗艦店好買又好逛 （页面存档备份，存于） 自由時報 2018.04.03
- 新銳藝術家吳月虹 與天父共畫100天 在不可能中創造奇蹟 （页面存档备份，存于） 基督教論壇報 2020.09.13
- 為了「台灣人要有一枝自己的筆」，他們不懼文具產業沒落仍堅守崗位 （页面存档备份，存于） 美麗佳人雜誌
- 「鹽夏不夜埕」 點亮舊城區 （页面存档备份，存于） 聯合報2022.05.31
- 【自殺者遺族的復原之路】入圍金點設計獎團隊 走過流淚谷經歷泉源地 （页面存档备份，存于） 2020.11.20 基督教論壇報